# Гошівська сільська рада (Овруцький район)
Гошівська сільська рада — колишня адміністративно-територіальна одиниця та орган місцевого самоврядування в Овруцькому районі Коростенської і Волинської округ, Київської й Житомирської областей Української РСР та України з адміністративним центром у с. Гошів.

## Населені пункти
Сільській раді були підпорядковані населені пункти:
- с. Гошів
- с. Базарівка
- с. Потаповичі
- с. Смоляне

## Населення
Кількість населення ради, станом на 1923 рік, становила 2 778 осіб, кількість дворів — 560.
Відповідно до результатів перепису населення СРСР, кількість населення ради, станом на 12 січня 1989 року, становила 1 772 особи.
Станом на 5 грудня 2001 року, відповідно до перепису населення України, кількість мешканців сільської ради становила 1 347 осіб.

## Склад ради
Рада складалася з 16 депутатів та голови.

### Керівний склад сільської ради
| ПІБ                        | Основні відомості                                                               | Дата обрання | Дата звільнення |
| -------------------------- | ------------------------------------------------------------------------------- | ------------ | --------------- |
| Барановський Юрій Іванович | Сільський голова, 1964 року народження, освіта середня спеціальна, безпартійний | 26.03.2006   | 31.10.2010      |
| Барановський Юрій Іванович | Сільський голова, 1964 року народження, освіта середня спеціальна, безпартійний | 31.10.2010   | 04.11.2015      |
| Барановський Юрій Іванович | Сільський голова, 1964 року народження, освіта середня спеціальна, безпартійний | 04.11.2015   |                 |

Примітка: таблиця складена за даними джерела

## Історія
Створена 1923 року в складі Базарівка, Гошів та об'єднання хуторів Гошівські хутори (Млини, Німці, Павлюки, Семени) Велико-Фосенської волості Овруцького повіту Волинської губернії. 7 березня 1923 року увійшла до складу новоствореного Овруцького району Коростенської округи. 21 жовтня 1925 року Гошівські хутори виділено в окрему, Хуторо-Гошівську сільську раду Овруцького району.
Станом на 1 вересня 1946 року сільська рада входила до складу Овруцького району Житомирської області, на обліку в раді перебували села Базарівка та Гошів.
11 серпня 1954 року, внаслідок виконання указу Президії Верховної ради УРСР «Про укрупнення сільських рад по Житомирській області», до складу ради включено с. Потаповичі ліквідованої Потаповицької сільської ради Овруцького району. 27 лютого 1961 року, відповідно до рішення Житомирського облвиконкому № 152 «Про проведення змін в адміністративно-територіальному поділі районів області», на облік взято с. Смоляне.
На 1 січня 1972 року сільська рада входила до складу Овруцького району Житомирської області, на обліку в раді перебували села Базарівка, Гошів, Потаповичі та Смоляне.
Ліквідована 9 листопада 2017 року через об'єднання до складу Овруцької міської територіальної громади Овруцького району Житомирської області.